# 伊西多爾·辛格
伊西多爾·辛格（Isidore Singer；出生名；1859年11月10日—1939年2月20日），出生於捷克奧洛穆茨州的赫拉尼采，是猶太教的首部英文猶太百科全書編輯發起人。

## 生平
他是一位奧地利的作家和出版社負責人，畢業於德國的柏林洪堡大學並取得博士學位，之後就在維也納投入猶太教的文學編輯和出版事業，1887年隨著奧地利大使前往巴黎履新，他從1893年開始創立報紙媒體，主要是針對反猶太主義的極右翼愛德華·德呂蒙進行回應，尤其在屈里弗斯醜聞之後，報紙對於阿尔弗雷德·德雷福斯支持的立場更為鮮明，伊西多爾·辛格認為需要有更為完整的論述支持猶太教和猶太人，因此他離開公職前往美國紐約，向美國的猶太族群進行募款。
原來的想法是撰寫一部《猶太種族歷史和心理進化百科全書》（Encyclopédie de l'histoire et de l'évolution des mentalités de la race juive），但是後來因為資源足夠充裕，伊西多爾·辛格便召集理念相同的編輯群，撰寫一套英文的猶太百科全書，並且在1901年順利發行。除了猶太百科全書的編寫以外，對於猶太人的人道關懷非常投入，1903年在俄羅斯帝國發生的基希涅夫反猶騷亂事件，後來他也出了專書進行發表，使得英語系國家關注俄羅斯的反猶太主義問題。